# محمد بن بلال الهذباني
محمد بن بلال الهذباني هو أقدم زعيم مُسجّل تاريخيًّا للأكراد الهذبانيين.
وفي سنة 906م، دمّر الهذباني ريف الموصل. فطارده الحاكم الحمداني أبو الهيجاء عبد الله بن حمدان، لكنه هُزم. فأرسل الخليفة العباسي في بغداد التعزيزات، وواصل أبو الهيجاء مطاردته لمحمد بن بلال برفقة 5000 عائلة كردية هذبانية. تم التوصل إلى سلام واضطر محمد بن بلال إلى تسليم جميع الأراضي في شمال الموصل إلى قبيلتي الداسنية والحميدي.